# Oziotelphusa wagrakarowensis
Oziotelphusa wagrakarowensis is een krabbensoort uit de familie van de Gecarcinucidae. De wetenschappelijke naam van de soort is voor het eerst geldig gepubliceerd in 1904 door Rathbun.